# Бенедикционал

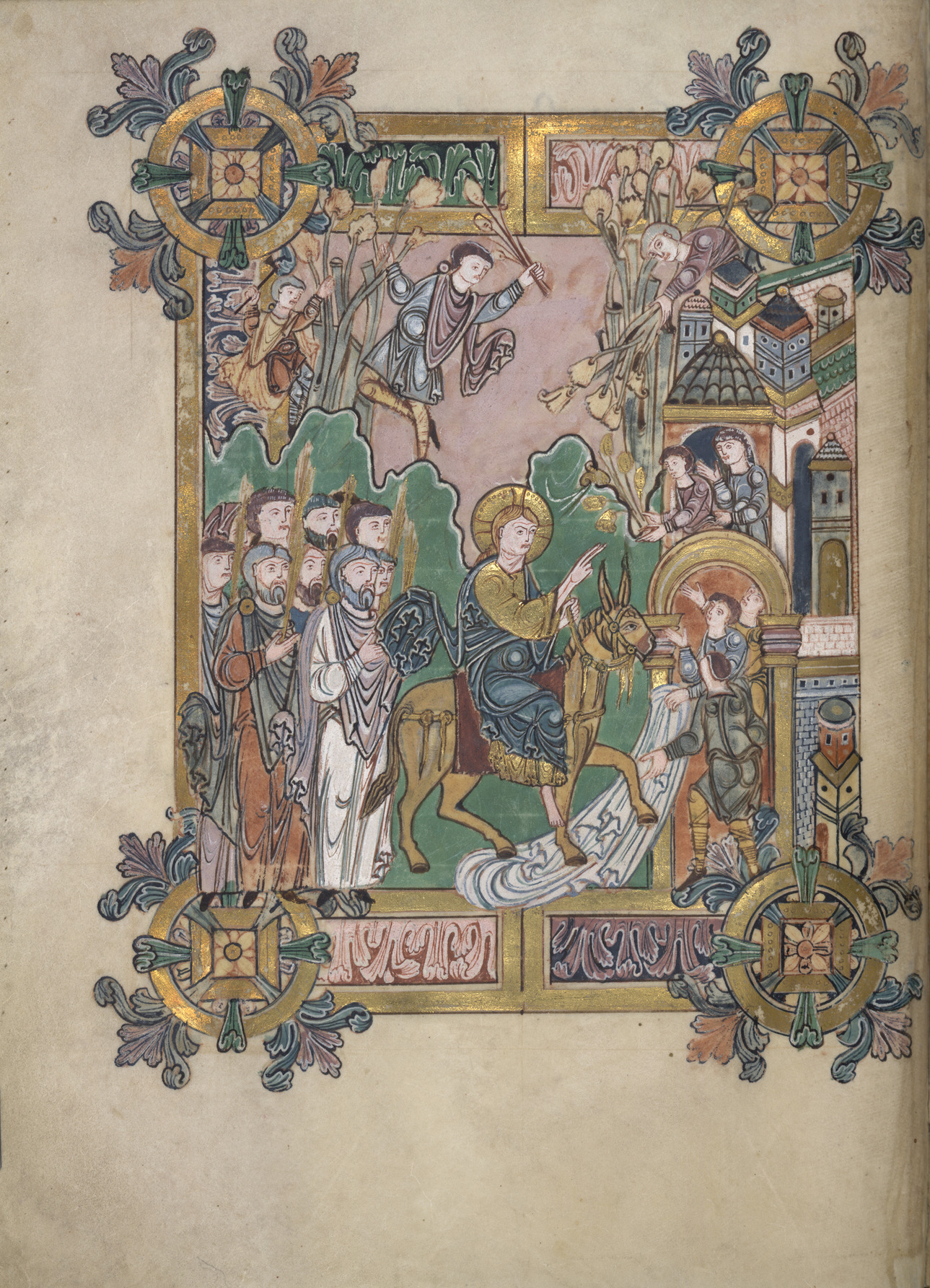
Вход Господень в Иерусалим. Иллюминированная миниатюра из бенедикционала святого Этельвольда

Бенедикциона́л (лат. Benedictionale) — существовавшая в Средневековье в католицизме богослужебная книга, которая содержала тексты торжественных епископских благословений. Название происходит от латинского benedictio — благословение.
Самый ранний из известных бенедикционалов датируется VII веком. Бенедикционалы получили распространение в некоторых европейских странах (Англия, Франция, Испания и др.), где существовала традиция произнесения на мессах, которые служил епископ, торжественных благословений перед причащением.
В период позднего Средневековья вышли из употребления ввиду изменений в литургической практике и тенденции объединения книг с богослужебными текстами в единый миссал.
Широко известен бенедикционал святого Этельвольда, который признан шедевром англосаксонского искусства и является одним из наиболее известных английских манускриптов X века.